# W pogoni za zbrodniarzem
W pogoni za zbrodniarzem (ang. The Hunting Party) – amerykańsko-chorwacko-bośniacki thriller z 2007 roku w reżyserii Richarda Sheparda, zrealizowany na podstawie artykułu How I Spent My Summer Vacation Scotta Andersona.

## Fabuła
Akcja filmu rozgrywa się w roku 2000. Młody dziennikarz Benjamin, operator filmowy Dick i były korespondent wojenny Simon Hunt wyruszają na pogranicze Bośni i Czarnogóry, by nakręcić reportaż o Lisie – wrogu publicznym numer 1. Ale ta wyprawa zmienia się w walkę o przetrwanie. Przez pomyłkę cała trójka zostaje wzięta za agentów CIA, a Lis zaczyna polować na nich.

## Obsada
- Richard Gere – Simon Hunt
- Terrence Howard – Dick
- James Brolin – Franklin Harris
- Jesse Eisenberg – Benjamin Strauss
- Ljubomir Kerekeš – Lis
- Kristina Krepela – Marda
- Diane Kruger – Mirjana
- Mark Iwanir – Boris
- Zdravko Kocevar – Sascha
- Aleksandra Grdić – TriBeCa Loft Girl
- Snežana Marković – Una
- Goran Kostić – Srdjan
- R. Mahalakshmi Devaraj – Miriam
- Joy Bryant – Dziewczyna Ducka
- Damir Saban – Gert

## Produkcja
Zdjęcia kręcono w Sarajewie oraz na terenie Chorwacji (Zagrzeb, Žumberak, Samobor, Karlovac, Duga Resa).